# سامح (اسم)
سامح هو اسم علم مذكر من أصل عربي، ومعناه هو المتسامح، الموافق السخي.

## شخصيات تحمل الاسم
- سامح الترجمان
- سامح الدربالي (لاعب كرة قدم تونسي، 23 نوفمبر 1986[3] – )
- سامح حسين (ممثل مصري، 16 ديسمبر 1975 – )
- سامح سعيد (لاعب كرة قدم عراقي، 26 مايو 1992[4] – )
- سامح شريف (لاعب كرة قدم مصري، 26 سبتمبر 1986 – )
- سامح شكري (دبلوماسي مصري، 20 أكتوبر 1952 – )
- سامح عاشور (القرن 20 – )
- سامح فهمي (سياسي مصري، 14 أغسطس 1949 – )
- سامح مراعبة (19 مارس 1992[5] – )
- سامح نجيب (عالم اجتماع مصري)

## وصلات خارجية
- موسوعة السلطان قابوس لأسماء العرب نسخة محفوظة 5 أبريل 2019 على موقع واي باك مشين.